# Rhinolophus stheno
Rhinolophus stheno (K. Andersen, 1905) è un pipistrello della famiglia dei Rinolofidi diffuso nell'Ecozona orientale.

## Descrizione

### Dimensioni
Pipistrello di piccole dimensioni, con la lunghezza della testa e del corpo tra 54 e 58 mm, la lunghezza dell'avambraccio tra 42 e 48 mm, la lunghezza della coda tra 15 e 21 mm, la lunghezza del piede tra 8,5 e 9,2 mm, la lunghezza delle orecchie tra 15 e 22 mm e un peso fino a 10,5 g.

### Aspetto
Le parti dorsali sono bruno-rossastre con la base dei peli bruno-giallastra chiara, mentre le parti ventrali sono più chiare. Le orecchie sono piccole. La foglia nasale presenta una lancetta lunga, con i bordi diritti e la punta smussata, un processo connettivo con il profilo arrotondato e cosparso di pochi peli, una sella con i bordi paralleli e l'estremità arrotondata. La porzione anteriore è larga, copre completamente il muso ed ha una foglietta supplementare sotto di essa. Il labbro inferiore ha tre solchi longitudinali. La coda è lunga ed inclusa completamente nell'ampio uropatagio. Il primo premolare superiore è situato lungo la linea alveolare. 

### Ecolocazione
Emette ultrasuoni ad alto ciclo di lavoro sotto forma di impulsi a frequenza costante di 85–90 kHz.

## Biologia

### Comportamento
Si rifugia in colonie singolarmente o in colonie fino a 1.200 individui all'interno di grotte e cavità degli alberi.

### Alimentazione
Si nutre di insetti.

### Riproduzione
Femmine gravide sono state catturate tra febbraio ed aprile.

## Distribuzione e habitat
Questa specie è diffusa in Indocina e sulle isole di Sumatra e Giava.
Vive nelle foreste sempreverdi secche, foreste decidue e di dipterocarpi fino a 1.000 metri di altitudine.

## Tassonomia
Sono state riconosciute 2 sottospecie:
- R.s.stheno: Thailandia peninsulare, Penisola malese, Sumatra, Giava;
- R.s.microglobosus (Csorba & Jenkins, 1998): Myanmar, Thailandia continentale, Laos e Vietnam.

## Conservazione
La IUCN Red List, considerato il vasto areale, la popolazione presumibilmente numerosa e la presenza in diverse aree protette, classifica R.stheno come specie a rischio minimo (Least Concern)).